# Wii Sports Resort
Wii Sports Resort (Wii スポーツ リゾート?, Wī Supōtsu Rizōto) è un videogioco per Wii sviluppato da Nintendo e pubblicato nel 2009.
Il gioco, seguito del celebre Wii Sports, richiede l'utilizzo dell'accessorio Wii MotionPlus, che è venduto in bundle col gioco o separatamente. Con esso ogni minima azione del polso o del braccio viene riprodotta sullo schermo in maggior tempo reale e più accuratamente.
Dal novembre 2009 Wii Sports Resort è venduto in bundle con la console (sia bianca che nera) insieme a Wii Sports e a un Wii MotionPlus dello stesso colore della console.
Nell'aprile 2011, Wii Sports Resort è stato considerato il secondo videogioco più venduto del Wii, visti i suoi 27,68 milioni di copie, preceduto solo da Wii Sports. Oggi invece si classifica al terzo posto, preceduto anche da Mario Kart Wii.
Il gioco è ambientato in un immaginario resort turistico situato sull'isola di Wuhu (simile all'isola di Wiffité, ambientazione del gioco Wii Fit) e si possono svolgere dodici attività diverse. Per ogni attività ci sono varie modalità, per un totale di ventiquattro. Rispetto a Wii Sports sono stati aggiunti i timbri, che vengono assegnati una volta raggiunti vari livelli o eseguite determinate azioni.

## Attività
- Chanbara
  - Spadasplash (1-2 giocatori): il gioco consiste nel buttare l'avversario nell'acqua spingendolo fuori dal ring due volte, ma è presente anche la situazione di spareggio, dove il ring diventa più piccolo.
  - Spadalesta (1-2 giocatori): il gioco consiste nel tagliare 10 oggetti prima dell'avversario, e affinché sia valido, l'oggetto deve essere tagliato nel verso giusto, indicato da una freccia.
  - Spada a spada (1 giocatore): il giocatore deve affrontare 10 livelli normali e 10 al contrario, e la partita finisce quando perde tutti i suoi 3 cuori o sconfigge tutti i suoi avversari.
- Wakeboard (1-4 giocatori): il gioco consiste nel fare dei salti sulle onde in cui si deve atterrare con la tavola piatta, in modo da rendere valido il salto.
- Frisbee
  - Frisbee Dog (1-4 giocatori): il giocatore deve far prendere il frisbee al cane lanciandolo al tempo stesso il più possibile verso il centro di un bersaglio predesignato.
  - Frisbee Golf (1-4 giocatori): questa modalità è simile al golf, solo che si utilizza il frisbee.
- Tiro con l'arco (1-4 giocatori): in ognuna delle tre categorie tra Esordienti, Intermedi ed Esperti, questa simulazione contiene 4 livelli, ognuno con 3 tentativi.
- Pallacanestro
  - Tiro libero (1-4 giocatori): il giocatore deve totalizzare più punti possibili con 5 file di palle da basket, ognuna delle quali contiene 5 palle, per un totale di 25, e le palle bonus valgono il doppio.
  - A squadre (1-2 giocatori): in questa simulazione di basket, la squadra che totalizza più punti vince. Si svolge semplicemente in un'area canestro e con 2 squadre da 3.
- Tennis da tavolo
  - Uno contro uno (1-2 giocatori): questa partita è una simulazione di una partita di ping pong, e si svolge a 6 punti.
  - Batti e ribatti (1-4 giocatori): il giocatore deve battere quante più palline possibile, senza mancarne una.
- Golf (1-4 giocatori): Questa modalità è stata ripresa da una similitudine di Wii Sports
- Bowling
  - 10 birilli (1-4 giocatori): Questa modalità è stata ripresa da una similitudine di Wii Sports.
  - 100 birilli (1-4 giocatori): simile ai 10 birilli, si svolge in realtà in un'unica corsia. È presente inoltre un modo segreto per fare uno strike.
  - Ostacoli in pista (1-4 giocatori): simile ai 10 birilli, sono stati ovviamente aggiunti degli ostacoli, la cui difficoltà aumenterà con l'avanzare dei progressi nei frame precedenti.
- Moto surfing
  - Onda slalom (1-4 giocatori): il giocatore in questione deve attraversare nel tracciato attraverso delle porte nel minor tempo possibile assegnatogli dalla porta del momento. Spesso, sono inoltre presenti dei cerchi che duplicano il punteggio della porta.
  - Onda in corsa (2 giocatori): i due giocatori devono semplicemente passare attraverso le porte, e il primo che attraversa l'ultima porta vince.
- Canottaggio
  - Remata rapida (1-4 giocatori): il giocatore, nelle categorie Esordienti, Intermedi ed Esperti, deve passare il traguardo entro lo scadere del tempo in un tracciato sempre più lungo, fino a 200, 300 o 400 metri a seconda della categoria.
  - All'ultimo remo (2-4 giocatori): consiste semplicemente di una gara da 2 a 4 giocatori. Il primo che attraversa 5 nastri bianchi vince.
- Ciclismo
  - Ciclo Resort (1-2 giocatori): il giocatore (o entrambi i giocatori, che devono lavorare in cooperativa) deve arrivare primo nelle gare a 1 tappa, 3 tappe o 6 tappe.
  - Sfida a pedali (2 giocatori): i due giocatori devono semplicemente competere tra di loro, senza per questo superare gli avversari per vincere per forza.
- Sport in quota
  - Lancio acrobatico (1 giocatore): il giocatore si lancia da un aereo e, durante la discesa, deve aggrapparsi a più Mii possibili, fino ad un massimo di 4 alla volta, per farsi fotografare; si ricevono punti bonus per ogni volto presente nelle foto, e con tutti i 4 Mii nella foto, ci si può addirittura fare la foto con Gwen, la fotografa.
  - Ricognizione (1 giocatore): per ognuna delle 3 parti del giorno (Giorno, Sera e Notte), il giocatore deve volare in aereo per trovare più indizi possibili (indicati con dei cerchi con una i) tra gli 80, il più dei quali sono nascosti, entro 5 minuti.
  - Battaglia in volo (2 giocatori): entrambi i giocatori iniziano con 20 palloncini, e vince chi ne ha di più allo scadere dei 5 minuti o li fa scoppiare tutti. Ogni tanto si può raccogliere un set di 10 palloncini bonus.

## Livelli abilità
In base alle performance dei giocatori o ai record superati, i Mii possono ricevere punti come in Wii Sports, ma a differenza del primo, non si perderà la categoria se si dovesse scendere sotto la soglia dei 1000 o dei 2000 punti, che se superati, segnano il passaggio del Mii alla categoria Fuoriclasse o Asso. I titoli vengono indicati con delle medaglie d'argento (Fuoriclasse) o d'oro (Asso)

## Critiche, successi e vendite
- GameRankings: 82,94%
- Metacritic: 6/10
- 1UP.com: A−
- Edge: 6/10
- GameSpot: 8/10
- GameTrailers: 8,6/10
- IGN: 7,7/10
- X-Play: 5/5

In Giappone, Wii Sports Resort ha venduto oltre 514 000 copie in due settimane, mentre in America ne ha vendute oltre 500 000 nella prima settimana e, all'8 agosto 2009, in Europa sono state vendute oltre 600 000 copie. Al 25 agosto dello stesso anno, Nintendo ha annunciato che individualmente in Europa, Giappone e Nordamerica sono state vendute oltre un milione di copie. Nel mese successivo, il mese di settembre, sono state vendute 442 900 copie. Con le sue 7 570 000 copie vendute, Wii Sports Resort è stato il secondo videogioco più venduto del 2009. Ad aprile 2011, Wii Sports Resort ha venduto nel mondo intero (considerando anche le versioni in bundle con la console) oltre 27 630 000 copie.